# Eric Peterson
Eric Peterson (nacido el 14 de mayo de 1964) es un guitarrista estadounidense, más conocido como miembro de la banda de thrash metal Testament, de la cual es el único miembro original que queda, la cual comenzó en 1983 bajo el nombre Legacy. Él y el cantante Chuck Billy son los únicos miembros que aparecen en todos los discos de estudio de la banda.
Peterson también tiene un proyecto paralelo de black metal llamado Dragonlord, donde canta y toca la guitarra. En Testament, Peterson era originalmente la guitarra rítmica mientras que Alex Skolnick tenía la guitarra principal. Últimamente, Peterson toca junto a Skolnick.

## Vida personal
Su padre era descendiente de suecos, y su madre descendiente de mexicanos.
Peterson se casó con la exesposa de Kirk Hammett, Rebecca, con quien tuvo un hijo. Ahora están divorciados.

## Equipo
Las guitarras principales de Peterson han sido modelos Gibson la mayor parte de su carrera en Testament, principalmente un modelo de Explorer negra y una Les Paul. Recientemente está empleando guitarras Dean y ha usado su propio modelo de guitarra Dean V.

## Discografía

### ConLegacy
- Demo 1 (1984)
- Demo 2 (1985)

### Con Testament
- The Legacy (1987)
- The New Order (1988)
- Practice What You Preach (1989)
- Souls of Black (1990)
- The Ritual (1992)
- Return to the Apocalyptic City (1993)
- Low (1994)
- Demonic (1997)
- The Gathering (1999)
- First Strike Still Deadly (2001)
- The Formation of Damnation (2008)
- Dark Roots of Earth (2012)
- Brotherhood of the Snake (2016)
- Titans of Creation (2020)

### ConDragonlord
- Rapture (2001)
- Black Wings of Destiny (2005)
- Dominion (2018)

### Con Leah McHenry
- Dreamland (2013)
- Winter Sun (2015)

### Como invitado
- Old Man's Child – Vermin (2005)
- Leah McHenry - Otherworld EP (2013)